# 12 Stories
| Совокупная оценка    | Совокупная оценка |
| Источник             | Оценка            |
| -------------------- | ----------------- |
| Metacritic           | 89/100            |
| Оценки критиков      |                   |
| Источник             | Оценка            |
| Allmusic             | [ 2 ]             |
| American Songwriter  | [ 3 ]             |
| Country Weekly       | A+                |
| Entertainment Weekly | B+                |
| Los Angeles Times    | [ 6 ]             |
| Rolling Stone        | [ 7 ]             |
| Roughstock           | [ 8 ]             |

12 Stories — дебютный студийный альбом американской кантри-певицы и автора Брэнди Кларк, изданный 22 октября 2013 года на студии Slate Creek Records.
В 2014 году альбом 12 Stories был номинирован на премию Грэмми в категории Лучший кантри-альбом.
В 2022 году альбом был включен в список лучших кантри-альбомов в истории The 100 Greatest Country Albums of All Time журнала «Rolling Stone» (№ 82).

## История
Альбом получил положительные отзывы музыкальной критики и интернет-изданий, например, American Songwriter, Country Weekly, Allmusic, Los Angeles Times, Roughstock. Джоди Розен (Jody Rosen) из журнала New York Magazine назвала альбом своим самым любимым альбомом 2013 года («12 Stories Is My Favorite Album of 2013»).
Альбом дебютировал на № 197 в чарте Billboard 200 и на № 28 в кантри-списке Top Country Albums с тиражом 2,000 копий в первую неделю. Затем диск повторно вошёл в Billboard 200 на более высоком месте (№ 163) в неделю, начинавшуюся с 7 декабря 2013, а также в кантри-чарт Top Country Album (на этот раз на № 23). На декабрь 2014 года суммарный тираж альбома в США составил 37,000 копий.

## Список композиций
| №                   | Название                        | Автор(ы)                                       | Длительность |
| ------------------- | ------------------------------- | ---------------------------------------------- | ------------ |
| 1.                  | «Pray to Jesus»                 | Брэнди Кларк, Шейн Маканалли                   | 3:22         |
| 2.                  | «Crazy Women»                   | Брэнди Кларк, Шейн МакЭнэлли, Jessie Jo Dillon | 3:37         |
| 3.                  | «What'll Keep Me Out Of Heaven» | Брэнди Кларк, Mark Stephen Jones               | 3:34         |
| 4.                  | «Get High»                      | Брэнди Кларк                                   | 3:31         |
| 5.                  | «Hold My Hand»                  | Брэнди Кларк, Mark Stephen Jones               | 3:36         |
| 6.                  | «Stripes»                       | Брэнди Кларк, Шейн МакЭнэлли, Matt Jenkins     | 3:16         |
| 7.                  | «In Some Corner»                | Брэнди Кларк, Trent Jeffcoat                   | 3:38         |
| 8.                  | «Take a Little Pill»            | Брэнди Кларк, Шейн МакЭнэлли, Mark D. Sanders  | 3:29         |
| 9.                  | «Hungover»                      | Брэнди Кларк, Шейн МакЭнэлли, Jessie Jo Dillon | 3:56         |
| 10.                 | «Illegitimate Children»         | Брэнди Кларк, Deanna Walker                    | 3:21         |
| 11.                 | «The Day She Got Divorced»      | Брэнди Кларк, Шейн МакЭнэлли, Mark D. Sanders  | 3:23         |
| 12.                 | «Just Like Him»                 | Брэнди Кларк, Shane McAnally, Jessie Jo Dillon | 3:31         |
| Общая длительность: | Общая длительность:             | Общая длительность:                            | 42:14        |

## Чарты
| Чарт (2013)                            | Лучший результат |
| -------------------------------------- | ---------------- |
| США (Billboard 200)                    | 163              |
| США (Billboard Top Country Albums)     | 23               |
| США (Billboard Top Heatseekers Albums) | 2                |
| США (Billboard Independent Albums)     | 22               |